# 芳村駅 (大邱広域市)
芳村駅（パンチョンえき）は、大韓民国大邱広域市東区にある大邱交通公社1号線の駅である。駅番号は140。

## 駅構造
- 相対式ホーム2面2線の地下駅。

## 駅周辺
- 大邱銀行芳村支店
- 国民銀行芳村支店
- 大邱芳村初等学校
- 大邱龍湖初等学校
- 芳村市場

## 歴史
- 1998年5月2日 - 開業。

## 隣の駅
大邱交通公社
●1号線
解顔駅 (139) - 芳村駅 (140) - 龍渓駅 (141)